# India Navigation
India Navigation war ein US-amerikanisches Jazz-Label der 1970er bis 1990er Jahre.
Das unabhängige Plattenlabel India Navigation wurde in den 1970er Jahren von Bob Cummins gegründet und bot zunächst Musikern des amerikanischen Avantgarde-Jazz und Creative Jazz eine Plattform für Veröffentlichungen, wie der Band Air, Arthur Blythe (In Concert, 1977), Joseph Jarman (Egwu-Anwu, 1977), Pharoah Sanders (Pharoah, 1977), Jay Hoggard (Solo Vibraphone, 1978) und David Murrays ersten Alben Flowers for Albert 1976 und Live at the Lower Manhattan Ocean Club 1977. In der Folge wurden auf dem Label Aufnahmen von James Newton, Anthony Davis oder Muhal Richard Abrams, aber auch von Bob Neloms, Chico Freeman, Alvin Batiste oder Chet Baker veröffentlicht. Daneben entstanden vereinzelt auch Aufnahmen der Minimal Music, etwa von Arnold Dreyblatt oder von Phill Niblock und Joseph Celli.